# Chaetodon sanctaehelenae
Chaetodon sanctaehelenae là một loài cá biển thuộc chi Cá bướm trong họ Cá bướm. Loài này được mô tả lần đầu tiên vào năm 1868.

## Từ nguyên
Từ định danh sanctaehelenae được đặt theo tên gọi của đảo Saint Helena, nơi mà mẫu định danh của loài cá này được thu thập.

## Phạm vi phân bố và môi trường sống
C. sanctaehelenae ban đầu chỉ được biết đến tại đảo Ascension và Saint Helena (đều thuộc lãnh thổ hải ngoại thuộc Anh ở Nam Đại Tây Dương). Tuy nhiên, có 2 cá thể đơn lẻ đã được bắt gặp tại quần đảo Canaria, nhiều khả năng là do hoạt động vận chuyển đường biển.
C. sanctaehelenae sống trên các rạn đá ngầm ở độ sâu đến ít nhất là 50 m.

## Mô tả
C. sanctaehelenae có chiều dài cơ thể lớn nhất được ghi nhận là 18 cm. Thân của C. sanctaehelenae có màu trắng với một dải màu vàng nâu từ gáy băng dọc qua mắt. Vây lưng và vây hậu môn có dải màu vàng cam viền đen ở sát rìa. Cuống đuôi cũng có màu vàng cam. Vây ngực trong suốt. Vây bụng trắng muốt.
Số gai ở vây lưng: 13; Số tia vây ở vây lưng: 21–23; Số gai ở vây hậu môn: 3; Số tia vây ở vây hậu môn: 19; Số tia vây ở vây ngực: 14–15; Số gai ở vây bụng: 1; Số tia vây ở vây bụng: 5; Số vảy đường bên: 42–46.

## Sinh thái học
C. sanctaehelenae thường sống thành đôi (đặc biệt là vào thời điểm sinh sản) và có thể hợp thành đàn lên đến 20–30 cá thể.
C. sanctaehelenae được gọi là "cá xảo quyệt" vì chúng có thể rỉa mồi từ cần câu mà không bị mắc lưỡi câu. Ngoài ra, cá bàng chài con Thalassoma sanctaehelenae, là loài đặc hữu của đảo Saint Helena này, được báo cáo là có hành vi dọn ký sinh bám trên C. sanctaehelenae. C. sanctaehelenae cũng có thể đóng vai trò là cá dọn vệ sinh như T. sanctaehelenae, khi một vài cá thể C. sanctaehelenae bơi vào đàn cá nhói Platybelone argalus và nhặt thức ăn trên thân cá nhói.